# Perth (Dakota del Nord)
Perth è un centro abitato (city) degli Stati Uniti d'America, situato nella Contea di Towner, nello Stato del Dakota del Nord. Nel censimento del 2000 la popolazione era di 13 abitanti. La città è stata fondata nel 1897.

## Geografia fisica
Secondo i rilevamenti dell'United States Census Bureau, la località di Perth si estende su una superficie di 0,30 km², tutti occupati da terre.

## Popolazione
Secondo il censimento del 2000, a Perth vivevano 13 persone, ed erano presenti 2 gruppi familiari. La densità di popolazione era di 38 ab./km². Nel territorio comunale si trovavano 6 unità edificate. Per quanto riguarda la composizione etnica degli abitanti, il 100% era bianco.
Per quanto riguarda la suddivisione della popolazione in fasce d'età, il 38,5% era al di sotto dei 18, il 15,4% fra i 18 e i 24, lo 0% fra i 25 e i 44, il 23,1% fra i 45 e i 64, mentre infine il 7,7% era al di sopra dei 65 anni di età. L'età media della popolazione era di 22 anni. Per ogni 100 donne residenti vivevano 62,5 maschi.